# Oligonychus qilianensis
Oligonychus qilianensis är en spindeldjursart som beskrevs av Ma och Yuan 1982. Oligonychus qilianensis ingår i släktet Oligonychus och familjen Tetranychidae. Inga underarter finns listade i Catalogue of Life.